# جیپ گرند چروکی

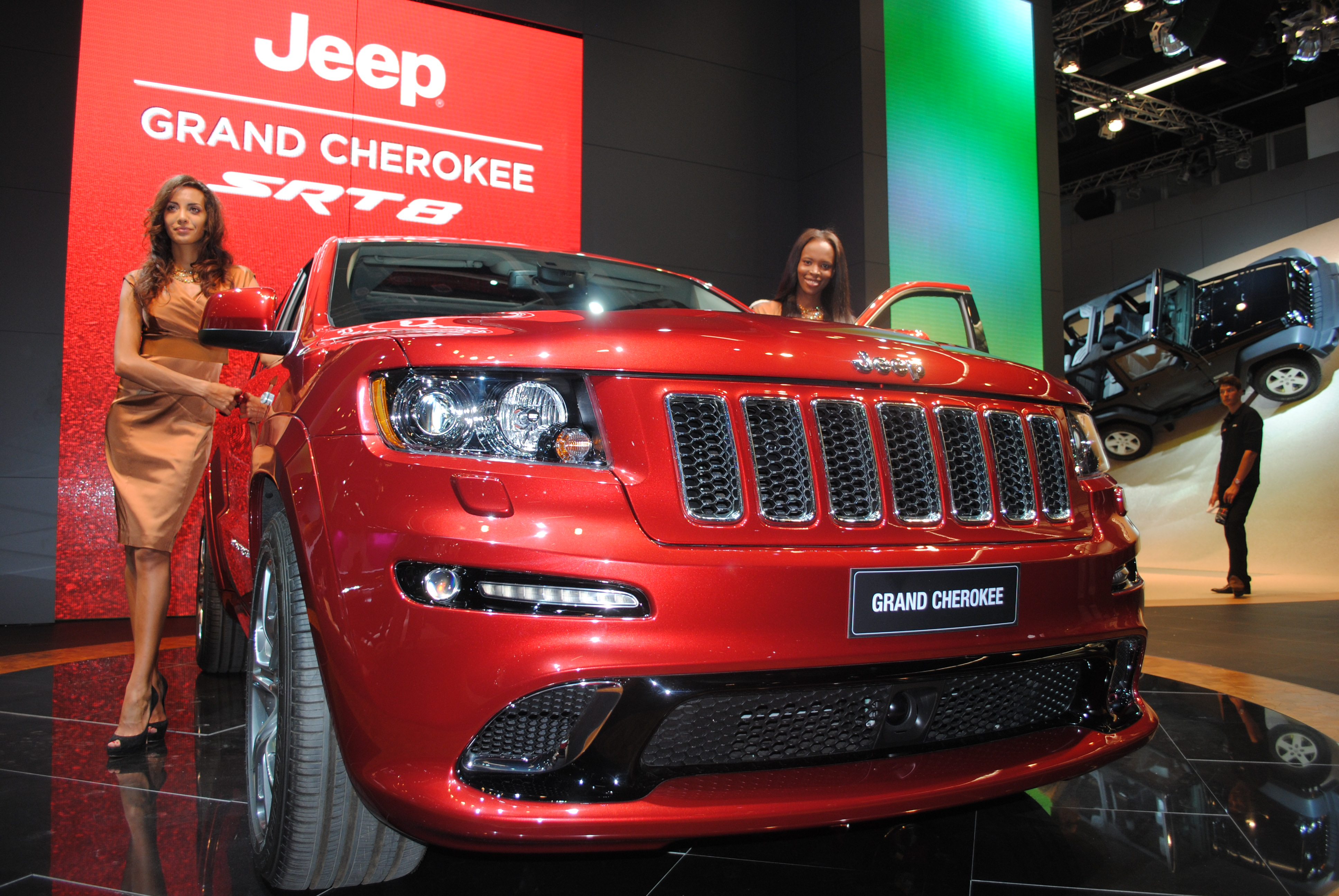
جیپ گراند چروکی نسخه SRT-8 درنمایشگاه خودروی فرانکفورت

جیپ گرند چروکی (به انگلیسی: Jeep Grand Cherokee) خودرویی است که از سال ۱۹۹۳ تا کنون توسط شرکت خودروسازی جیپ تولید شده‌است. طراحی آن موتور جلو، توزیع نیروی پیشران، خودرو چهار چرخ محرک بوده است.